# Grand Prix automobile des États-Unis 1972
Résultats du Grand Prix automobile des États-Unis 1972 de Formule 1 qui a eu lieu sur le circuit de Watkins Glen le 8 octobre 1972.

## Classement
| Pos  | N° | Pilote               | Écurie       | Tours | Temps/Abandon       | Grille | Points |
| ---- | -- | -------------------- | ------------ | ----- | ------------------- | ------ | ------ |
| 1    | 1  | Jackie Stewart       | Tyrrell-Ford | 59    | 1 h 41 min 45 s 354 | 1      | 9      |
| 2    | 2  | François Cevert      | Tyrrell-Ford | 59    | + 32 s 268          | 4      | 6      |
| 3    | 19 | Denny Hulme          | McLaren-Ford | 59    | + 37 s 528          | 3      | 4      |
| 4    | 4  | Ronnie Peterson      | March-Ford   | 59    | + 1 min 22 s 516    | 26     | 3      |
| 5    | 7  | Jacky Ickx           | Ferrari      | 59    | + 1 min 23 s 119    | 12     | 2      |
| 6    | 9  | Mario Andretti       | Ferrari      | 58    | + 1 tour            | 10     | 1      |
| 7    | 3  | Patrick Depailler    | Tyrrell-Ford | 58    | + 1 tour            | 11     |        |
| 8    | 8  | Clay Regazzoni       | Ferrari      | 58    | + 1 tour            | 6      |        |
| 9    | 21 | Jody Scheckter       | McLaren-Ford | 58    | + 1 tour            | 8      |        |
| 10   | 12 | Reine Wisell         | Lotus-Ford   | 57    | + 2 tours           | 16     |        |
| 11   | 28 | Graham Hill          | Brabham-Ford | 57    | + 2 tours           | 27     |        |
| 12   | 34 | Sam Posey            | Surtees-Ford | 57    | + 2 tours           | 22     |        |
| 13   | 6  | Mike Beuttler        | March-Ford   | 57    | + 2 tours           | 20     |        |
| 14   | 26 | Henri Pescarolo      | March-Ford   | 57    | + 2 tours           | 21     |        |
| 15   | 18 | Chris Amon           | Matra        | 57    | + 2 tours           | 7      |        |
| 16   | 33 | Skip Barber          | March-Ford   | 57    | + 2 tours           | 20     |        |
| 17   | 23 | Mike Hailwood        | Surtees-Ford | 56    | Collision           | 14     |        |
| 18   | 20 | Peter Revson         | McLaren-Ford | 54    | Panne électrique    | 2      |        |
| n.c  | 5  | Niki Lauda           | March-Ford   | 49    | Non classé          | 25     |        |
| Abd. | 27 | Carlos Pace          | March-Ford   | 48    | Alimentation        | 15     |        |
| Abd. | 14 | Peter Gethin         | BRM          | 47    | Moteur              | 28     |        |
| Abd. | 16 | Howden Ganley        | BRM          | 44    | Moteur              | 17     |        |
| Abd. | 11 | David Walker         | Lotus-Ford   | 44    | Moteur              | 30     |        |
| Abd. | 30 | Wilson Fittipaldi    | Brabham-Ford | 43    | Moteur              | 13     |        |
| Abd. | 17 | Jean-Pierre Beltoise | BRM          | 40    | Allumage            | 18     |        |
| Abd. | 15 | Brian Redman         | BRM          | 34    | Moteur              | 24     |        |
| Abd. | 29 | Carlos Reutemann     | Brabham-Ford | 31    | Moteur              | 5      |        |
| Abd. | 25 | Andrea de Adamich    | Surtees-Ford | 25    | Collision           | 19     |        |
| Abd. | 24 | Tim Schenken         | Surtees-Ford | 22    | Suspension          | 31     |        |
| Abd. | 10 | Emerson Fittipaldi   | Lotus-Ford   | 17    | Suspension          | 9      |        |
| Abd. | 31 | Derek Bell           | Tecno        | 8     | Moteur              | 29     |        |

Légende :
- Abd.=Abandon

## Pole position et record du tour
- Pole position : Jackie Stewart en 1 min 40 s 481 (vitesse moyenne : 194,723 km/h).
- Tour le plus rapide : Jackie Stewart en 1 min 41 s 644 au 33e tour (vitesse moyenne : 192,495 km/h).

## Tours en tête
- Jackie Stewart : 59 (1-59)

## À noter
- 22e victoire pour Jackie Stewart.
- 11e victoire pour Tyrrell en tant que constructeur.
- 51e victoire pour Ford Cosworth en tant que motoriste.
- 1er départ en Grand Prix pour Jody Scheckter.
- Dernier Grand Prix pour l'écurie Matra.